# Реско
Реско (пол. Resko), Регенвальде (нем. Regenwalde) — город в Польше, входит в Западно-Поморское воеводство, Лобезский повят. Имеет статус городско-сельской гмины. Занимает площадь 4,49 км². Население — 4368 человек (на 2013 год).

## История
В XVII веке город находился в подчинении Бранденбурга, затем Пруссии, с 1871 — Германской империи, с 1933 — Третьему рейху.
Наиболее важные исторические события:
- 1255 — первое сообщение о городе. Город собственностью рода Боркув и рода Видантув.
- 1288 — обретение статуса города
- 1447 — город становится собственностью рода Боркув.
- 1659, 1694, 1716 — пожары в городе.
- 1841 — построена ратуша.
- 1892 — построен железнодорожный вокзал.
- 1945.03.03 — город освободил: 1-й Белорусский фронт, тов. Жуков, 3-й полк уланов 1-и варшавской Самостоятельной Бригады Кавалерии I Armii Wojska Polskiego, 3-я армия (СССР)[4].
- 1946 — изменение немецкого названия города Regenwalde на польский Resko.

### Историческая демография
Реско, население в разные годы (на основе: Gustav Kratz,: Die Städte …, Gmina Resko — kalendarium historyczne):
| Год  | Население |
| ---- | --------- |
| 1740 | 714       |
| 1782 | 862       |
| 1831 | 1958      |
| 1861 | 2086      |
| 1900 | 1827      |
| 1936 | 2020      |
| 1946 | 1314      |

### Памятники
- Готическая церковь (XIV—XV в.)
- Ратуша (1841)
- Обелиск Карла Спрэнгля (1881)
- Историческая гидроэлектростанция на реке Рега
- Развалины замкa (XIV—XV в.)

## Фотогалерея

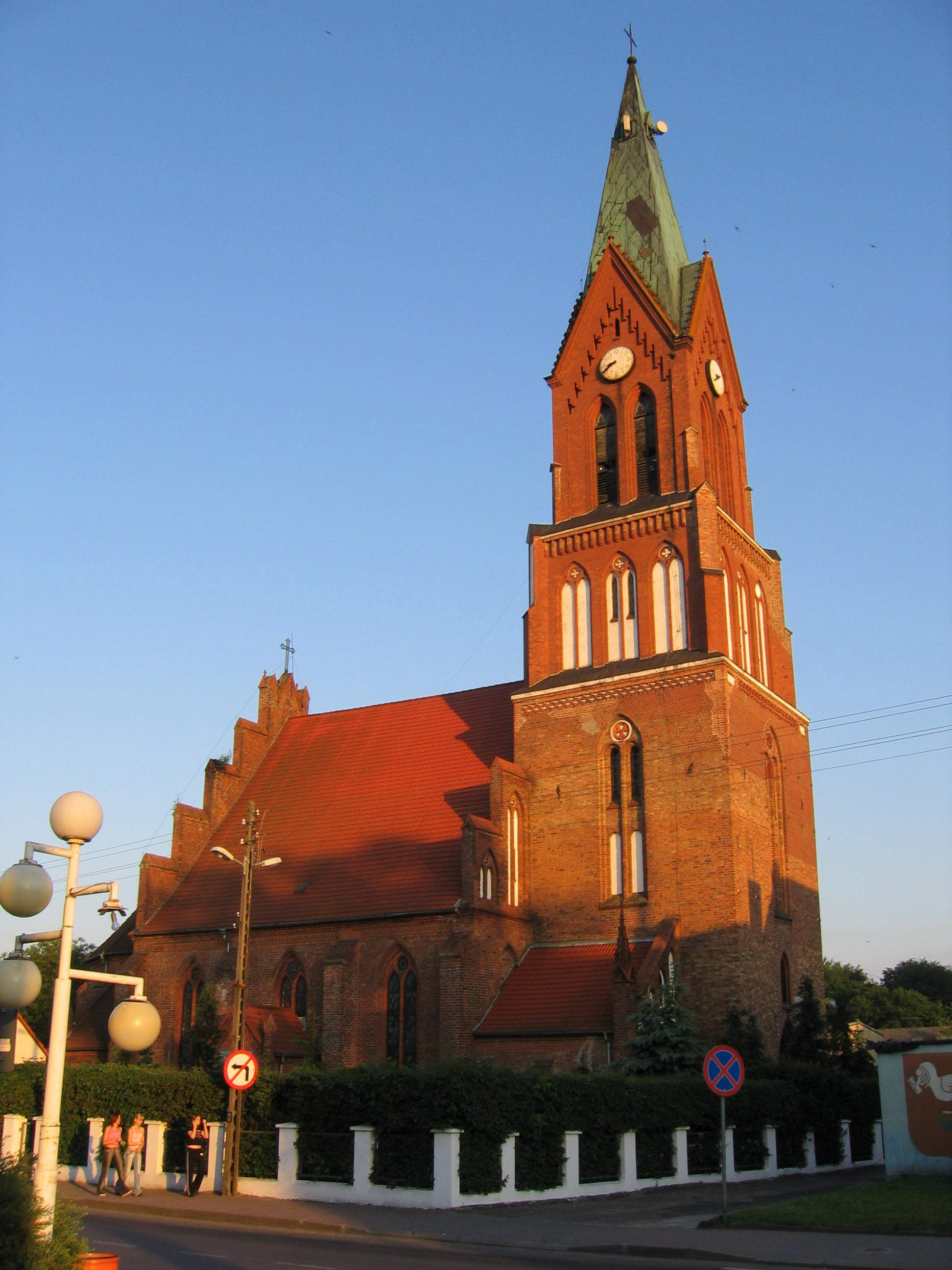
Костёл
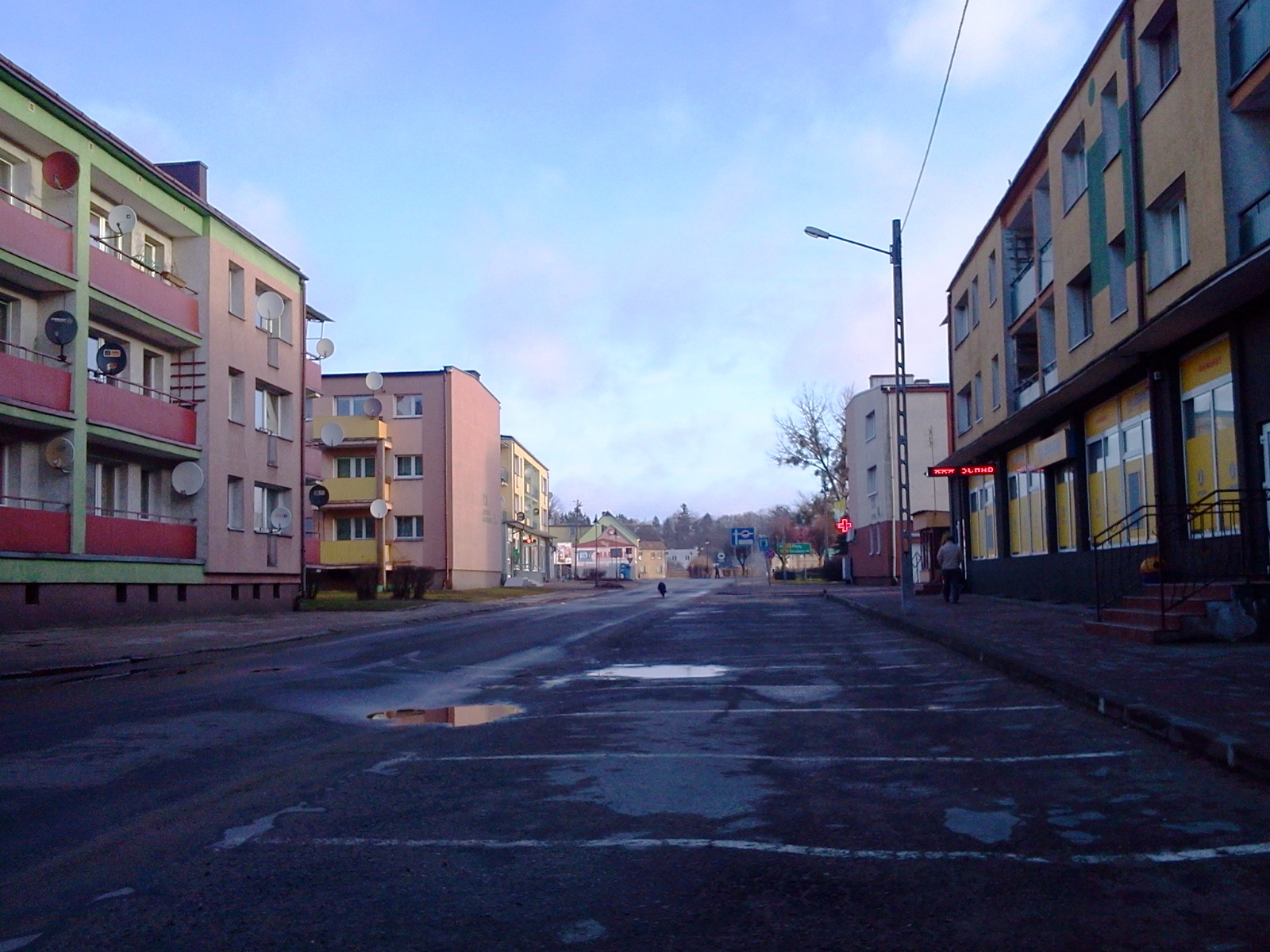
Реско — одна из улиц
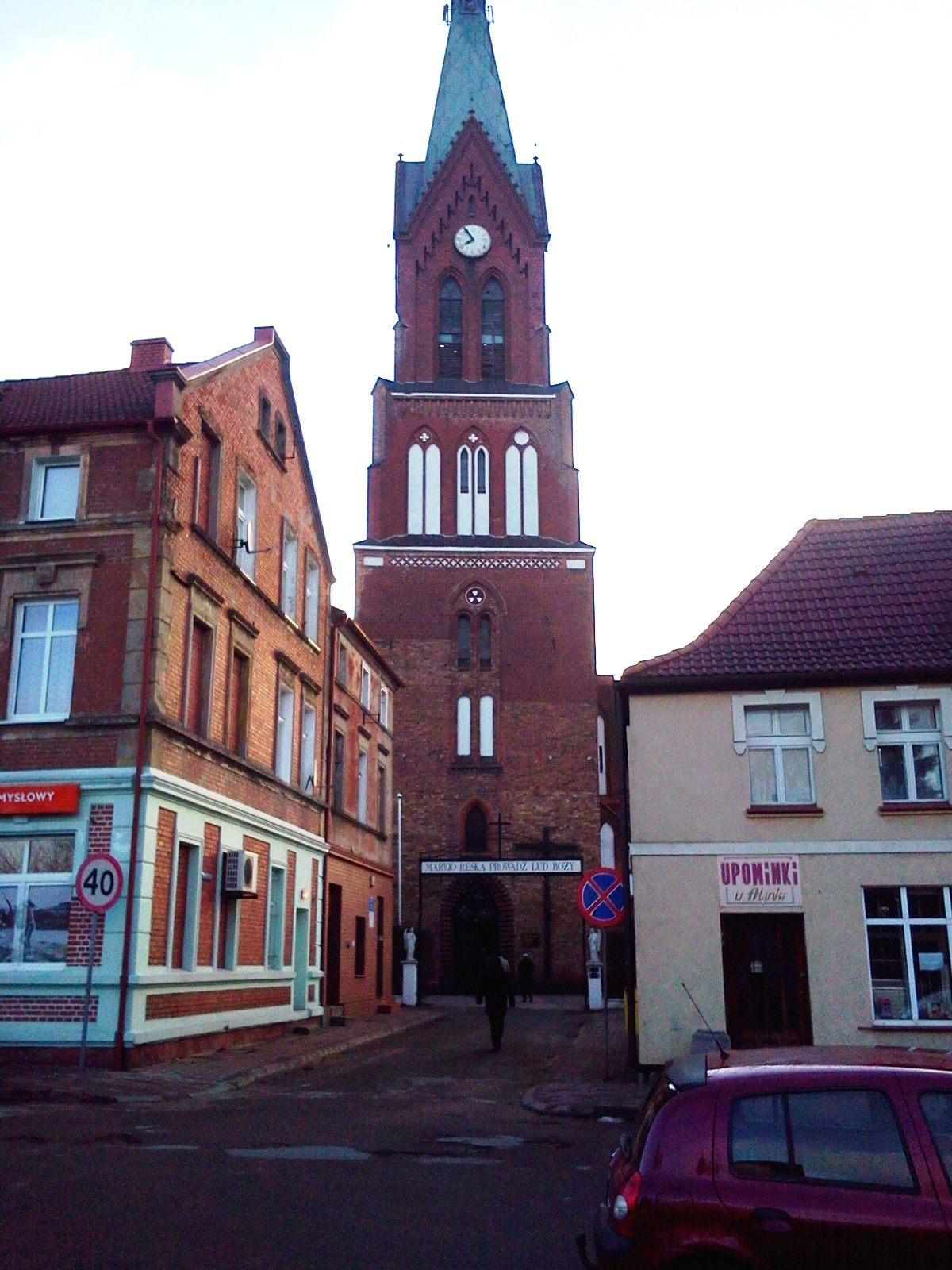
Pынок
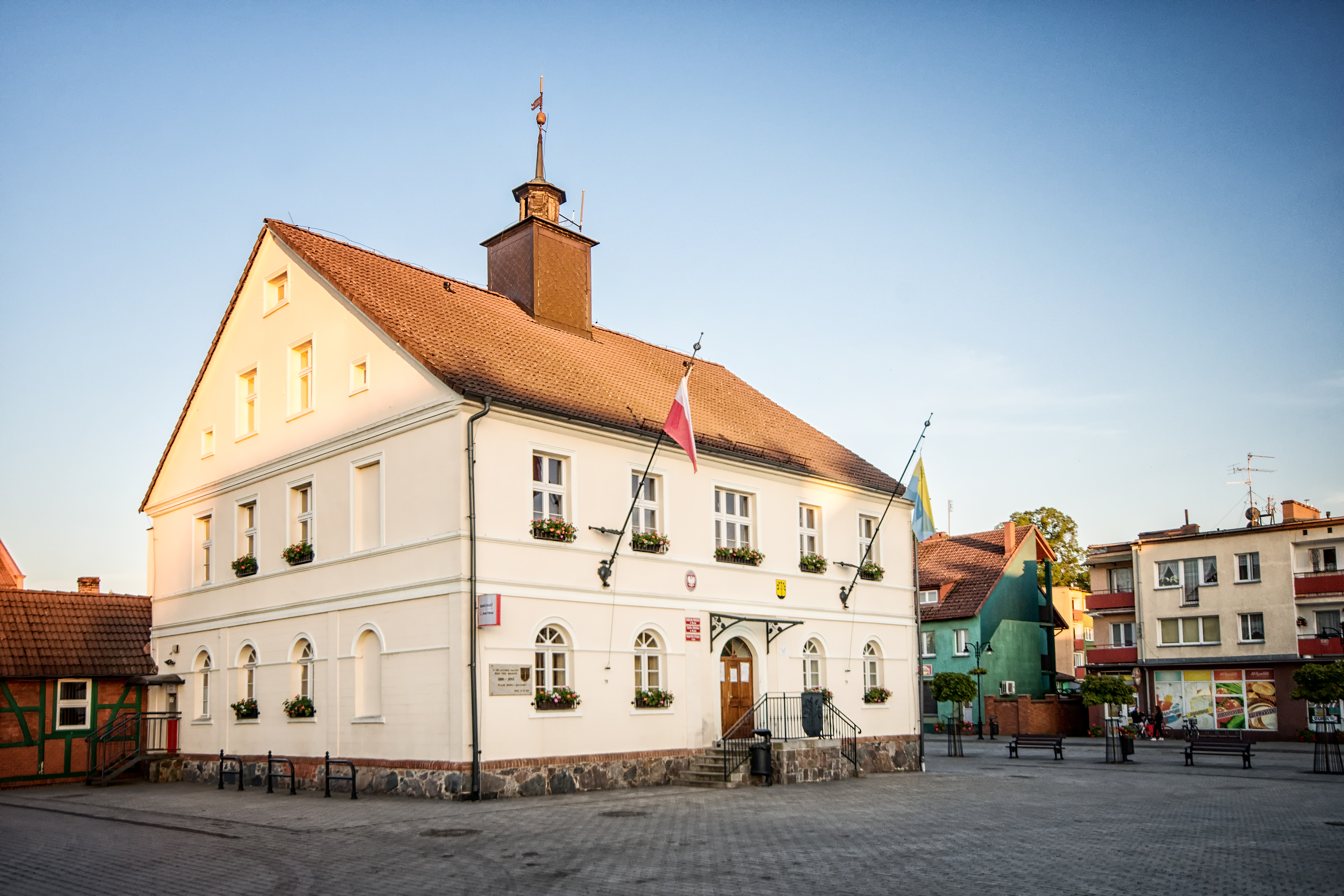
Управление гмины и города. Ратуша
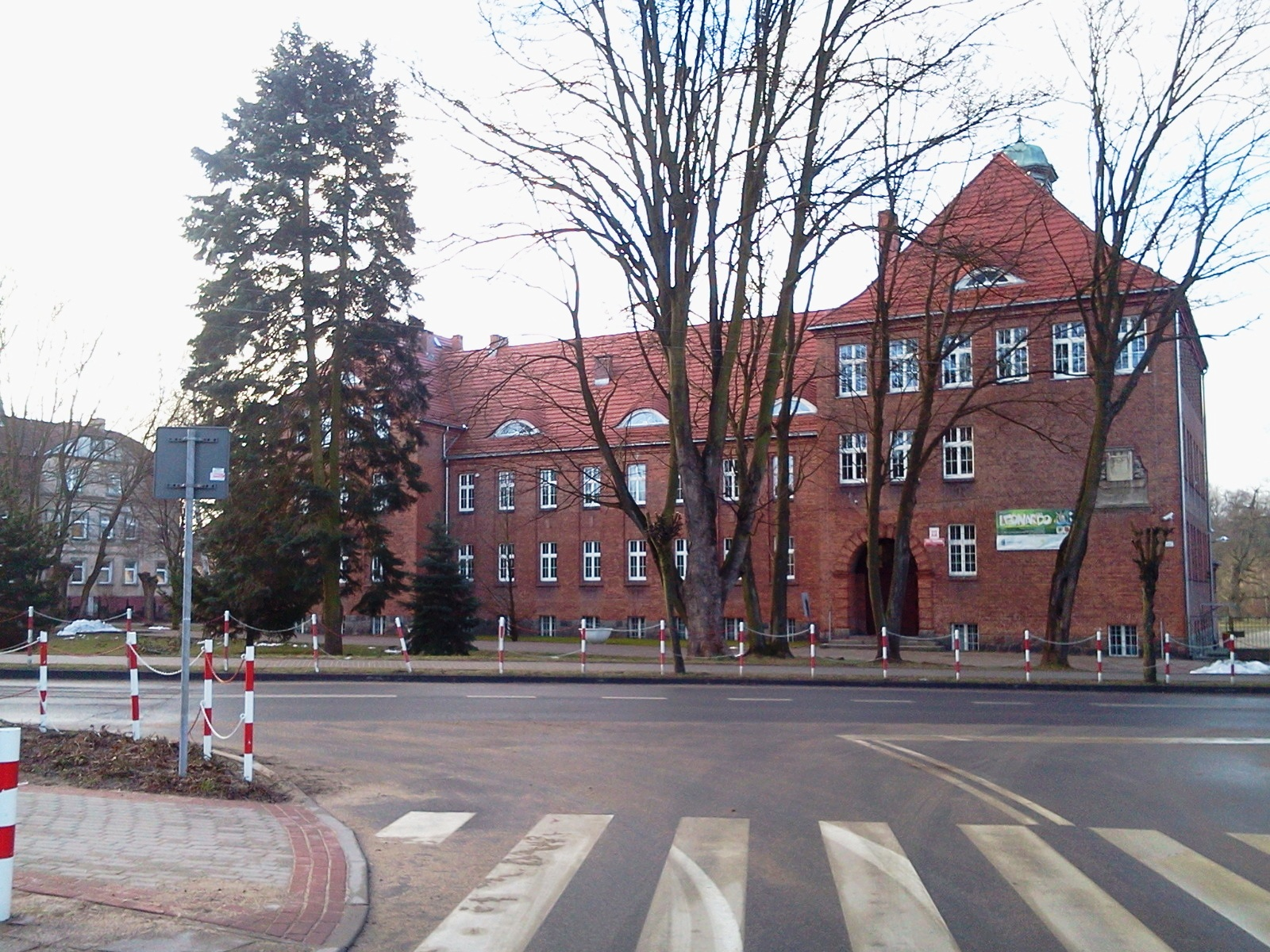
Старинное здание школы
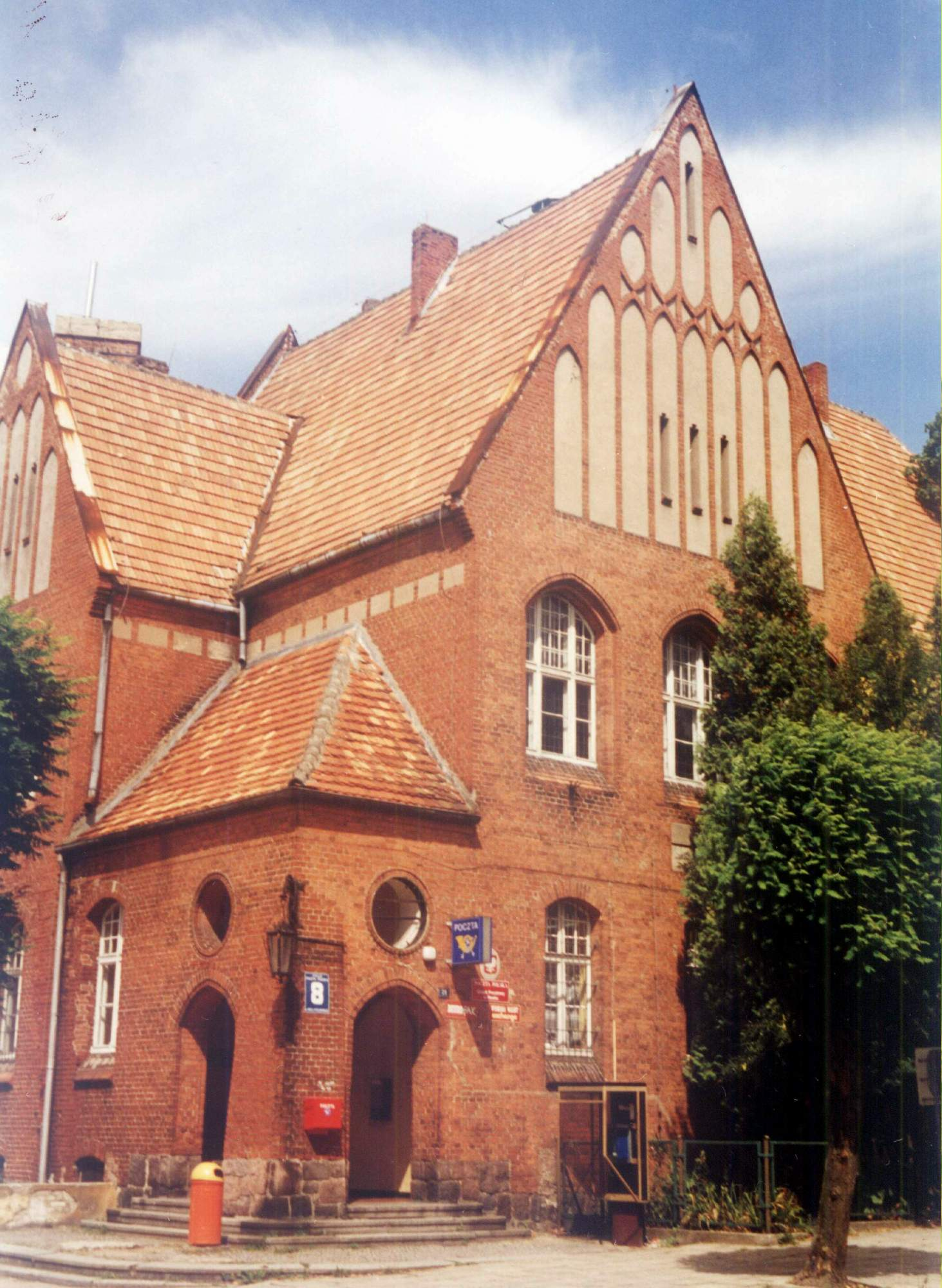
Почта